# Natació als Jocs Olímpics d'estiu de 1976
Als Jocs Olímpics d'Estiu de 1976 celebrats a la ciutat de Mont-real (Canadà) es disputaren 26 proves de natació, 13 per a cada categoria. La competició es desenvolupà a la Piscina Olímpica de Mont-real entre els dies 18 i 25 de juliol de 1976.
Hi participaren un total de 471 nedadors, entre ells 263 homes i 208 dones, de 51 comitès nacionals diferents. Els Estats Units d'Amèrica continuaren sent els grans dominadors de la disciplina, sobretot en categoria masculina. En categoria femenina, però, la gran dominadora fou la República Democràtica d'Alemanya.

## Resum de medalles

### Categoria masculina
| Prova                   | Or                                                                    | Or      | Argent                                                                               | Argent  | Bronze                                                                   | Bronze  |
| 100 m lliures Detalls   | Jim Montgomery                                                        | 49.99   | Jack Babashoff                                                                       | 50.81   | Peter Nocke                                                              | 51.31   |
| 200 m lliures Detalls   | Bruce Furniss                                                         | 1:50.29 | John Naber                                                                           | 1:50.50 | Jim Montgomery                                                           | 1:50.58 |
| 400 m lliures Detalls   | Brian Goodell                                                         | 3:51.93 | Tim Shaw                                                                             | 3:52.54 | Vladimir Raskatov                                                        | 3:55.76 |
| 1.500 m lliures Detalls | Brian Goodell                                                         | 15:02.4 | Robert Hackett                                                                       | 15:03.9 | Stephen Holland                                                          | 15:04.6 |
| 100 m esquena Detalls   | John Naber                                                            | 55.49   | Peter Rocca                                                                          | 56.34   | Roland Matthes                                                           | 57.22   |
| 200 m esquena Detalls   | John Naber                                                            | 1:59.19 | Peter Rocca                                                                          | 2:00.55 | Dan Harrigan                                                             | 2:01.35 |
| 100 m braça Detalls     | John Hencken                                                          | 1:03.11 | David Wilkie                                                                         | 1:03.43 | Arvidas Juozaitis                                                        | 1:04.23 |
| 200 m braça Detalls     | David Wilkie                                                          | 2:15.11 | John Hencken                                                                         | 2:17.26 | Richard Colella                                                          | 2:19.20 |
| 100 m papallona Detalls | Matt Vogel                                                            | 54.35   | Joe Bottom                                                                           | 54.50   | Gary Hall, Sr.                                                           | 54.65   |
| 200 m papallona Detalls | Mike Bruner                                                           | 1:59.23 | Steven Gregg                                                                         | 1:59.54 | William Forrester                                                        | 1:59.96 |
| 400 m estils Detalls    | Rod Strachan                                                          | 4:23.68 | Tim McKee                                                                            | 4:24.62 | Andrei Smirnov                                                           | 4:26.90 |
| 4x200 m lliures Detalls | Estats UnitsJohn Naber · Mike Bruner · Bruce Furniss · Jim Montgomery | 7:23.22 | Unió SovièticaVladimir Raskatov · Andrei Bogdanov · Sergei Koplyakov · Andrei Krylov | 7:27.97 | Regne UnitAlan McClatchey · Brian Brinkley · Gordon Downie · David Dunne | 7:32.11 |
| 4x100 m estils Detalls  | Estats UnitsMatt Vogel · John Hencken · Jim Montgomery · John Naber   | 3:42.22 | CanadàStephen Pickell · Graham Smith · Clay Evans · Gary MacDonald                   | 3:45.94 | RFAKlaus Steinbach · Michael Kraus · Walter Kusch · Peter Nocke          | 3:47.29 |

### Categoria femenina
| Prova                   | Or                                                                         | Or      | Argent                                                                       | Argent  | Bronze                                                          | Bronze  |
| 100 m lliures Detalls   | Kornelia Ender                                                             | 55.65   | Petra Priemer                                                                | 56.49   | Enith Brigitha                                                  | 56.65   |
| 200 m lliures Detalls   | Kornelia Ender                                                             | 1:59.26 | Shirley Babashoff                                                            | 2:01.22 | Enith Brigitha                                                  | 2:01.40 |
| 400 m lliures Detalls   | Petra Thümer                                                               | 4:09.89 | Shirley Babashoff                                                            | 4:10.46 | Shannon Smith                                                   | 4:14.60 |
| 800 m lliures Detalls   | Petra Thümer                                                               | 8:37.14 | Shirley Babashoff                                                            | 8:37.59 | Wendy Weinberg                                                  | 8:42.60 |
| 100 m esquena Detalls   | Ulrike Richter                                                             | 1:01.83 | Birgit Treiber                                                               | 1:03.41 | Nancy Garapick                                                  | 1:03.71 |
| 200 m esquena Detalls   | Ulrike Richter                                                             | 2:13.43 | Birgit Treiber                                                               | 2:14.97 | Nancy Garapick                                                  | 2:15.60 |
| 100 m braça Detalls     | Hannelore Anke                                                             | 1:11.16 | Liubov Russànova                                                             | 1:13.04 | Marina Koshevaya                                                | 1:13.30 |
| 200 m braça Detalls     | Marina Koshevaya                                                           | 2:33.35 | Marina Yurchenya                                                             | 2:36.08 | Liubov Russànova                                                | 2:36.22 |
| 100 m papallona Detalls | Kornelia Ender                                                             | 1:00.13 | Andrea Pollack                                                               | 1:00.98 | Wendy Boglioli                                                  | 1:01.17 |
| 200 m papallona Detalls | Andrea Pollack                                                             | 2:11.41 | Ulrike Tauber                                                                | 2:12.50 | Rosemarie Gabriel                                               | 2:12.86 |
| 400 m estils Detalls    | Ulrike Tauber                                                              | 4:42.77 | Cheryl Gibson                                                                | 4:48.10 | Becky Smith                                                     | 4:50.48 |
| 4x100 m lliures Detalls | Estats UnitsKim Peyton · Jill Sterkel · Shirley Babashoff · Wendy Boglioli | 3:44.82 | RDAPetra Priemer · Kornelia Ender · Claudia Hempel · Andrea Pollack          | 3:45.50 | CanadàBecky Smith · Gail Amundrud · Barbara Clark · Anne Jardin | 3:48.81 |
| 4x100 m estils Detalls  | RDAUlrike Richter · Hannelore Anke · Kornelia Ender · Andrea Pollack       | 4:07.95 | Estats UnitsCamille Wright · Shirley Babashoff · Linda Jezek · Lauri Siering | 4:14.55 | CanadàSusan Sloan · Robin Corsiglia · Wendy Hogg · Anne Jardin  | 4:15.22 |

## Medaller
| Posició | País           | Or | Argent | Bronze | Total |
| 1       | Estats Units   | 13 | 14     | 7      | 34    |
| 2       | RDA            | 11 | 6      | 2      | 19    |
| 3       | Unió Soviètica | 1  | 3      | 5      | 9     |
| 4       | Regne Unit     | 1  | 1      | 1      | 3     |
| 5       | Canadà         | 0  | 2      | 6      | 8     |
| 6       | Països Baixos  | 0  | 0      | 2      | 2     |
| 6       | RFA            | 0  | 0      | 2      | 2     |
| 8       | Austràlia      | 0  | 0      | 1      | 1     |